# Francisco Franco (escultura)
L'escultura urbana coneguda pel nom Francisco Franco, ubicada a la plaça d'España, a la ciutat d'Oviedo, Principat d'Astúries, Espanya, és una de les més d'un centenar que adornen els carrers de l'esmentada ciutat espanyola.
El paisatge urbà d'aquesta ciutat, es veu adornat per obres escultòriques, generalment monuments commemoratius dedicats a personatges d'especial rellevància en un primer moment, i més purament artístiques des de finals del segle xx.
El conjunt escultòric, fet de bronze i pedra, és obra de Juan de Ávalos, i està datat en 1975.

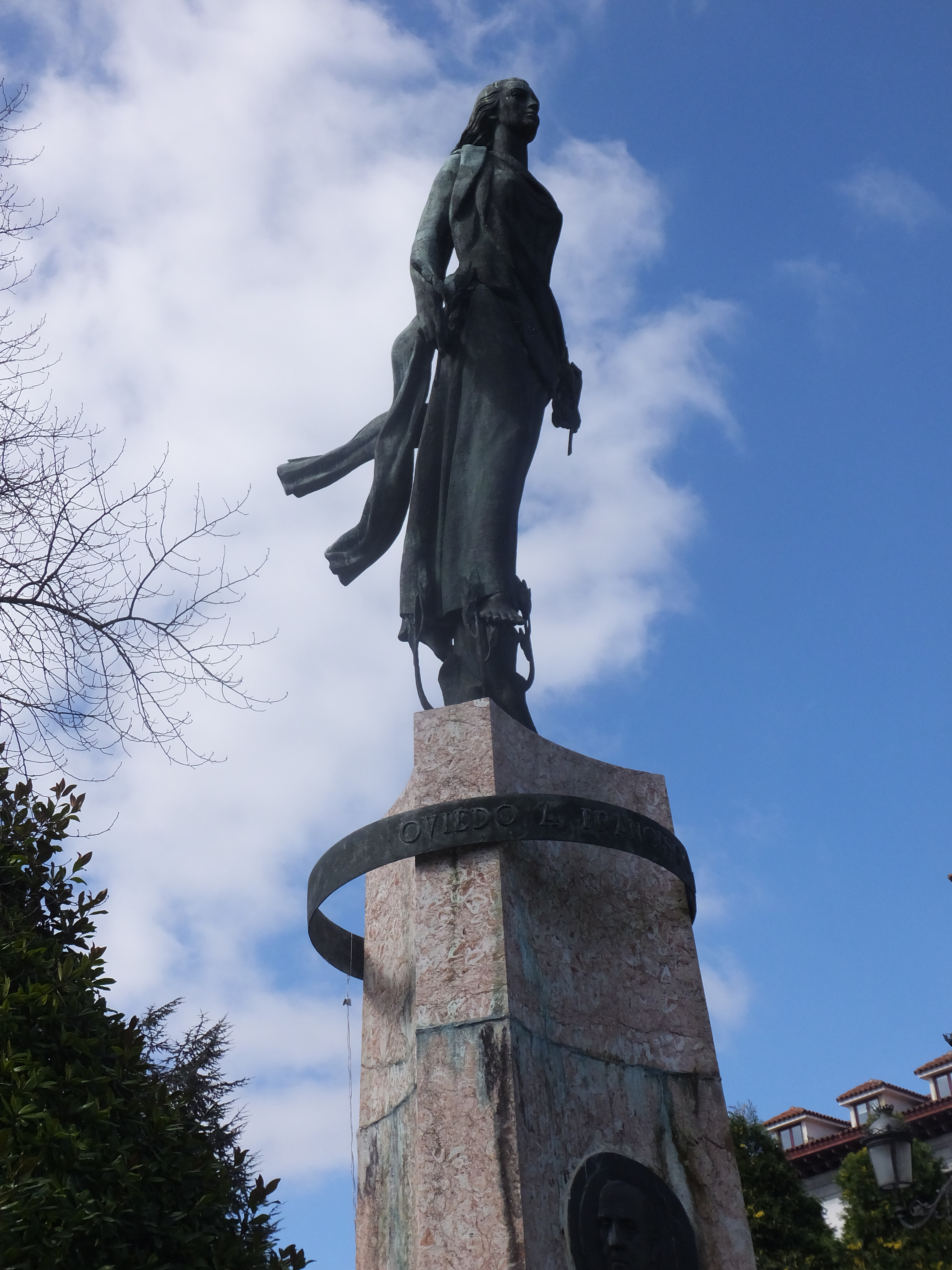
Deessa Hera
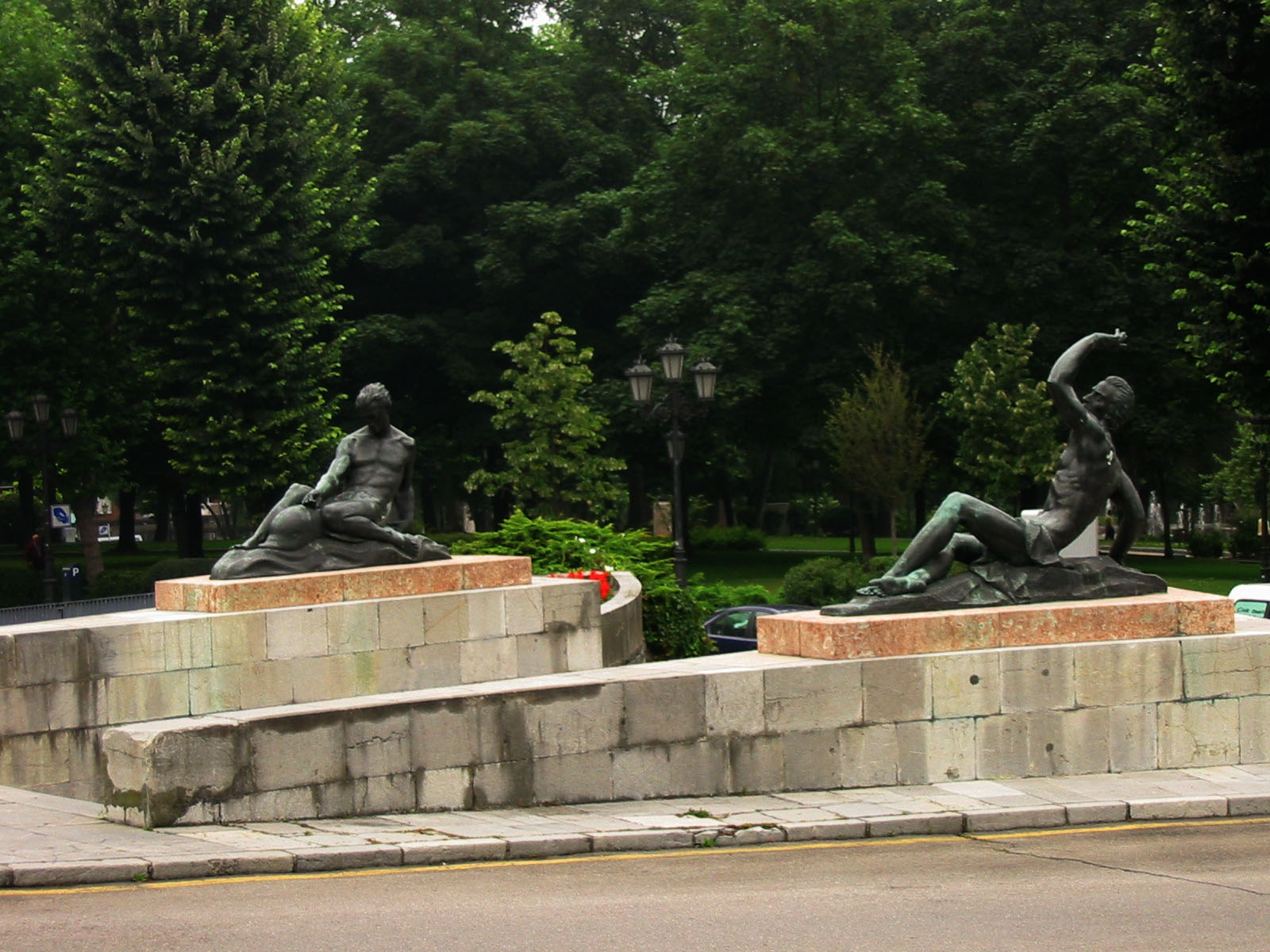
Neptú sobre un dofí i Apol mirant al sol

Aquest Monument a Francisco Franco està format per tres punts focals. En els laterals es presenten sengles escultures que representen a Neptú i Apol·lo, déus del mar i del sol respectivament. Neptú se situa a la dreta de les escalinates, se'l veu recorrent el mar en un dofí. Per la seva banda Apol·lo, recorre el cel mirant cap al sol. Al centre de la composició, sobre un elevat pedestal, la deessa Hera, esposa de Zeus, reina dels Déus. Al pedestal sobre el qual descansa la figura de la deessa, un disc en bronze amb l'efígie de Francisco Franco.